# Асошники
Асошники — деревня в Астаповском сельском поселении Луховицкого муниципального района Московской области. До 2004 года деревня относилась к Матырскому сельскому округу. По данным 2006 года в Асошниках проживает 93 человека.
Асошники находятся в 4 км по прямой от Новорязанского шоссе. Ближайшие населённые пункты к Асошникам: Новокунаково — 1,5 км, Игнатьево — 2,5 км и Матыра — 2,5 км. Рядом с деревней имеется небольшой пруд.

## Расположение
- Расстояние от административного центра поселения — посёлка совхоза «Астапово»
  - 9 км на юго-восток от центра посёлка
  - 12,5 км по дороге от границы посёлка (через Луховицы)
- Расстояние от административного центра района — города Луховицы
  - 5,5 км на запад от центра города
  - 4,5 км по дороге от границы города

## Улицы
В деревне имеются (или в своё время имелись) следующие улицы:
- Центральная улица
- Лесная улица
- Полевая улица
- Улица Самара

## Транспорт
Имеется регулярное пассажирское автотранспортное сообщение с административным центром муниципального района — городом Луховицы:
- Маршрут № 28 Луховицкого АТП: Луховицы — Асошники — Берхино[1][2].

## Сельское хозяйство
Фермеры.

## Происшествия
Убийство двух человек в Асошниках сбежавшим дезертиром.